# 小行星9583
小行星9583（英語：9583）是一颗围绕太阳公转的小行星。1990年4月28日，天文学家罗伯特·H·麦克诺特在赛丁泉山发现了此天体。
这颗小行星的绝对星等为1.01129等。